# Thủy điện Thành Sơn
Thủy điện Thành Sơn là thủy điện xây dựng trên dòng chính sông Mã tại vùng đất 
xã Thành Sơn và Trung Thành huyện Quan Hóa tỉnh Thanh Hóa, Việt Nam .
Thủy điện Thành Sơn có công suất lắp máy 30 MW với 2 tổ máy, sản lượng điện hàng năm 123 triệu KWh,  khởi công quý IV/2015, dự kiến hoàn thành tháng 8/2018 .
Không có thông tin về ngày hoàn thành, tuy nhiên giữa năm 2019 thì thủy điện đã hoạt động .

## Tác động môi trường dân sinh
Thủy điện Thành Sơn đã từng được khởi công, nhưng đến năm 2013 gần như bị bỏ dở, để lại  hệ lụy cho người dân khi trời mưa thì sình lầy, nắng thì bụi đỏ .

### Nghịch lý ở sát thủy điện nhưng không có điện
Khi thủy điện hoàn thành thì xuất hiện nghịch lý những "ngôi làng nằm giữa 2 nhà máy thủy điện nhưng... không có điện", như tình trạng năm 2020 của bản Sậy xã Trung Thành huyện Quan Hóa, nằm bên bờ sông Mã ở giữa 2 thủy điện Thành Sơn và Trung Sơn.